# Jean Ogé
Jean Ogé SMA (ur. 11 lutego 1868 w Ettendorfie, zm. 16 listopada 1931) – francuski duchowny rzymskokatolicki, misjonarz, prefekt apostolski Liberii, dyplomata papieski.

## Biografia
13 lipca 1890 otrzymał święcenia prezbiteriatu i został kapłanem Stowarzyszenia Misji Afrykańskich.
3 stycznia 1911 papież Pius X mianował go prefektem apostolskim Liberii. Od 15 grudnia 1927 pracował ponadto w dyplomacji papieskiej, w Delegaturze Apostolskiej w Liberii (brak danych na jakim stanowisku, być może był delegatem apostolskim).
Na obu tych stanowiskach służył do śmierci 16 listopada 1931.